# Antonio de Lebrija (conquistador)
Antonio de Nebrija (Brozas, Cáceres, 1507-Madrid, 1540), fue un conquistador español.

## Biografía
Hijo de frey Marcelo de Lebrija, y por tanto nieto del gran humanista Elio Antonio de Lebrija o Nebrija, Antonio de Lebrija nació en Brozas hacia 1507, fruto de la relación de su padre, que era comendador de La Puebla de la orden de Alcántara, y de una mujer de Villanueva de la Serena llamada María de Torres. En el palacio construido por su padre residió sus primeros años, en compañía de sus tíos y, entre 1518 y 1522, de su abuelo, lo cual le debió de dar una amplia cultura humanística.
Con pocos años se enroló en los Tercios de Nápoles y unos años más tarde decidió marchar a las Indias, dejando a su padre las casas de Brozas para fundar un monasterio, manda que se iniciaría en ese momento pero que no llegó a cumplirse en su totalidad.

## Conquista del Valle de Upar
Su destino en América fue Santa Marta, en el Nuevo Reino de Granada; allí, bajo el mando del capitán Pedro de Lerma (sobrino del gobernador García de Lerma), Lebrija salía en misión exploradora entre los 200 hombres hacia el Valle de Upar y después, siguiendo el curso del río Sarare, llegaron hasta el río Magdalena, discurriendo por sus márgenes, cuyo recorrido hicieron venciendo grandes dificultades hasta llegar a un río al que (sin saber las causas) dieron el nombre de “ río Lebrija”, desde donde regresaron a Santa Marta debido a los inconvenientes climáticos de la temporada.
La exploración había sido provechosa y rentable, puesto que regresaron con buena cantidad de oro, conseguida entre los indígenas donada de buen grado o arrancada por la fuerza. Algunos meses después, las fuerzas de Pedro de Lerma emprendían una segunda expedición al Valle de Upar, pero los hombres de Pedro de Lerma encontraron los pueblos arrasados, porque el gobernador alemán, Ambrosio Alfinger, llegando desde el territorio de Venezuela, ya había explorado y saqueado aquella comarca mientras los hombres de Lerma se encontraban en Santa Marta.

## Conquistador del Nuevo Reino de Granada
Favorecido por su preparación y los laureles familiares que le circundaban, después de estas jornadas, en 1536, Antonio de Lebrija se enrolaba en la expedición de Jiménez de Quesada, quien además de nombrarlo capitán de una de las ocho compañías que formaban el ejército conquistador, Lebrija tenía el cargo de veedor y contador de la Corona para fiscalizar el quinto real y las cuentas del contingente castrense que llevaban. Al poco tiempo de salir de Santa Marta, los víveres escaseaban y Jiménez de Quesada comisionaba a Antonio de Lebrija y a otro capitán alcantarino, Gonzalo Suárez Rendón, para que fueran a conseguir comida por los caseríos y sembradíos indígenas.
La ascensión hasta la serranía, además de trabajosa y llena de penalidades, tuvo sus grandes inconvenientes que ocasionaron graves pérdidas humanas, puesto que de los 800 expedicionarios que salieron de Santa Marta, solamente llegaban hasta la serranía 179 hombres al sitio denominado “valle de los Alcázares”. Y estando en las inmediaciones de este valle, Jiménez de Quesada encargaba a los capitanes Céspedes y Lebrija para que explorasen el terreno que daba a los llanos orientales, con el objeto de buscar el sitio ideal donde después se asentaría la ciudad de Bogotá.
Entre otras misiones y acciones de conquista, Lebrija también figuró en la expedición que hizo Jiménez de Quesada al valle de Neiva para pacificar el territorio de los panches, así como otra salida exploradora al territorio de los muzos donde descubrieron las ricas minas de esmeraldas. Por otro lado, Lebrija también figuró en la incursión que hiciera Hernán Pérez de Quesada para buscar la expedición, dirigida por Sebastián de Belalcázar que, buscando nuevos objetivos, habían penetrado desde los territorios ecuatorianos.

## Rumbo a España
Buscando las grandes riquezas que atesoraba aquel territorio, circunstancialmente en Bogotá se habían reunido los tres conquistadores que andaban por la comarca; además de que Gonzalo Jiménez de Quesada era el explorador oficial, por haberlo facultado la Corona, Nicolás Federman llegaba desde el territorio venezolano y Sebastián de Belalcázar desde Quito. El encuentro de los tres en Bogotá suscitó enfrentamientos por la posesión del territorio, y para dilucidar la pertenencia de la comarca, los tres decidieron ir a España y exponer sus cuitas ante el rey.
Decidido el viaje a la Corte y hechos los preparativos necesarios, el 8 de julio de 1539, los tres generales embarcaban hacia España, y Antonio de Lebrija, como capitán y tesorero oficial, también le tocó formar parte del séquito en aquel viaje. Antes de partir, Lebrija y el capitán San Martín, escribieron una perfilada crónica, dirigida al Emperador Carlos I de España, donde detalladamente hacían un recuento de la conquista del territorio del Nuevo Reino de Granada (la actual Colombia).

## Muerte y polémica por su testamento
Terminadas sus diligencias en la Corte, Lebrija volvía a Brozas para ver a su padre y posteriormente marchó a Madrid, donde enfermó y murió al poco tiempo. Su padre consiguió convencerlo para que cambiase el primer testamento que había hecho, eliminando algunas mandas a parientes, lo cual suscitó un grave pleito entre frey Marcelo y sus hermanos; el resultado de dicho pleito fue que la fundación del convento de la Madre de Dios que el capitán había hecho en su villa natal, Brozas, no se llevó a término y la iglesia quedó inacabada.